# دیگو هرنر
دیگو هرنر (انگلیسی: Diego Herner؛ زادهٔ ۳۱ ژوئیهٔ ۱۹۸۳) بازیکن فوتبال اهل آرژانتین است.
از باشگاه‌هایی که در آن بازی کرده‌است می‌توان به باشگاه فوتبال بانفیلد، باشگاه فوتبال لاس پالماس، باشگاه فوتبال جیمناسیا لاپلاتا، باشگاه ورزشی سن لورنسو آلماگرو، و باشگاه فوتبال اتلتیکو هوراکان اشاره کرد.